# Stadio comunale di Armavir
Lo stadio comunale di Armavir (in armeno Արմավիրի քաղաքային մարզադաշտ?) è uno stadio di calcio di Armavir. L'impianto ha ospitato, tra il 1980 e il 2003, le gare casalinghe dell'Armavir.

## Storia
Inaugurato nel 1960 col nome di Stadio del Giubileo in onore dei sessant'anni di dominio russo sull'Arnenia, all'inizio lo stadio aveva due tribune separate e una capienza di circa diecimila spettatori.
Nel 1985 ha ospitato un match della fase a gironi del Campionato mondiale di calcio Under-20 1985, che vedeva l'Unione Sovietica come nazione ospitante.
A partire dal 2016, l'impianto è passato sotto l'egidia della federalcio armena che, a partire dall'anno successivo, ha sottoposto lo stadio a una importante ristrutturazione: una delle tribune è stato completamente rimossa e sostituita da un campo di allenamento in erba artificiale; la tribuna centrale è stata invece ristrutturata e portata alla capienza di circa 3.100 posti a sedere. I lavori sono terminati nel 2021 e, il 30 novembre dello stesso anno, lo stadio è stato ufficialmente inaugurato.